# Langstedt
Langstedt (dänisch: Langsted, südjütländisch: Långste) ist eine Gemeinde  im Kreis Schleswig-Flensburg in Schleswig-Holstein. Langstedt wurde mehrmals im Rahmen des Wettbewerbs Unser Dorf soll schöner werden ausgezeichnet. Christinental, Marienhof, Osterlangstedt und Westerlangstedt liegen im Gemeindegebiet.

## Geografie und Verkehr
Langstedt liegt etwa 20 km südlich von Flensburg und 20 km nordwestlich von Schleswig in ländlicher Umgebung auf der Schleswigschen Geest an der Treene. Zum Gemeindegebiet gehört der nördliche Teil des über 300 Hektar großen Büschauer Holzes (Byskov).
Östlich der Gemeinde verläuft die Bundesautobahn 7 zwischen beiden Städten, etwa 15 km nordwestlich die Bundesstraße 200 von Flensburg nach Husum.

## Geschichte
Der Ort wurde 1543 erstmals erwähnt, der Ortsname beschreibt eine langgestreckte Stätte bzw. Siedlung, zurückgehend auf altdänisch stath. Im Ortsgebiet soll sich eine Viehtränke für die Rinder auf dem Trieb ins nördliche Dänemark befunden haben.
Langstedt ist Teil des Kirchspiels Eggebek. In der dänischen Zeit war der Ort Teil der Uggelharde (Amt Flensburg) des Herzogtums Schleswig (Sønderjylland). Nach dem Deutsch-Dänischen Krieg 1864 kam der Ort zu Preußen/Deutschland.

## Politik

### Gemeindevertretung
Von den elf Sitzen in der Gemeindevertretung gewann die Wählergemeinschaft KWL bei der Kommunalwahl am 14. Mai 2023 alle Sitze, der Einzelbewerber konnte nicht genügend Stimmen erreichen.

### Wappen
Blasonierung: „In Gold zwischen zwei grünen Ulmenblättern ein schwarzer Maueranker, bestehend aus einem Stab, der oben und unten in einer heraldischen Lilie, die untere gestürzt, endet und dem beiderseits ein oben in eine auswärts, unten einwärts gekehrte Spirale auslaufendes Bandeisen angeschmiedet ist. Die oberen Spiralen sind mehrfach drehend.“
Die Blätter weisen zunächst auf den reichen Ulmenbestand im Ortsbild hin und sollen die Einbindung des Menschen in die Natur und deshalb auf die Notwendigkeit eines sorgsamen Umgangs mit der Natur hinweisen. Der Maueranker zeigt ein Bindeglied und soll die Solidarität in der dörflichen Wohn- und Lebensgemeinschaft als Verbindung andeutet, so verknüpft der Maueranker schließlich Vergangenheit, Gegenwart und Zukunft des Ortes.

## Wirtschaft
Die Gemeinde ist überwiegend landwirtschaftlich geprägt. Neben zahlreichen landwirtschaftlichen Betrieben beheimatet die Gemeinde einen Gasthof mit Hotelbetrieb und eine Vielzahl kleinerer Handwerksbetriebe.

## Sehenswürdigkeiten
In der Liste der Kulturdenkmale in Langstedt stehen die in der Denkmalliste des Landes Schleswig-Holstein eingetragenen Kulturdenkmale.

## Persönlichkeiten
Der schleswig-holsteinische Minister für Ernährung, Landwirtschaft und Forsten der Jahre 1946/47 Hans Bundtzen (1883–1948) wurde in Langstedt 1883 geboren.